# Highland Main Line
| Der Culloden Viaduct über den Nairn |                                                                              |                                                 |                                                 |
| |                                                                              |                                                 |                                                 |
| Streckenlänge: | 190,1 km                                                                     |                                                 |                                                 |
| Spurweite: | 1435 mm (Normalspur)                                                         |                                                 |                                                 |
| Zweigleisigkeit: | Perth – Stanley Junction Blair Atholl – Dalwhinnie Culloden Moor – Inverness |                                                 |                                                 |
| |                                                                              |                                                 |                                                 |
| \| \| \| aus Glasgow Queen Street und Edinburgh Waverley \| \| \| \| 151m 25ch \| Perth \| Perth \| \| \| \| nach Dundee zur Tay Coast Line \| \| \| \| \| nach Crieff \| \| \| \| \| Luncarty \| \| \| \| \| Strathord \| \| \| \| \| nach Bankfoot \| \| \| \| 158m 34ch / 7m 07ch \| Stanley Junction \| Stanley Junction \| \| \| \| nach Forfar \| \| \| \| 10m 15ch \| Murthly \| Murthly \| \| \| \| Kingswood Crossing \| \| \| \| \| Rohallion \| \| \| \| 15m 31ch \| Dunkeld and Birnam \| Dunkeld and Birnam \| \| \| \| Inchmagranachan Crossing \| \| \| \| 20m \| Dalguise \| Dalguise \| \| \| \| Dalguise Viaduct, Tay \| \| \| \| 21m 29ch \| Guay \| Guay \| \| \| \| Ballinluig \| \| \| \| \| nach Aberfeldy \| \| \| \| \| Moulinearn Crossing \| \| \| \| 28m 21ch \| Pitlochry \| Pitlochry \| \| \| \| Killiecrankie \| \| \| \| 35m 09ch \| Blair Atholl \| Blair Atholl \| \| \| \| Black Island Platform \| \| \| \| \| Struan \| \| \| \| \| Dalnaspidal \| \| \| \| \| Druimuachdar Summit (452 m) \| \| \| \| 58m 53ch \| Dalwhinnie \| Dalwhinnie \| \| \| \| Inchlea Crossing \| \| \| \| \| Etteridge Crossing \| \| \| \| 68m 62ch \| Newtonmore \| Newtonmore \| \| \| 71m 43ch \| Kingussie \| Kingussie \| \| \| 77m 23ch \| Kincraig \| Kincraig \| \| \| \| Dalraddy Crossing \| \| \| \| 83m 51ch \| Aviemore \| Aviemore \| \| \| \| Strathspey Railway \| \| \| \| \| Aviemore Speyside \| \| \| \| 88m 40ch \| Boat of Garten \| Boat of Garten \| \| \| \| nach Dufftown \| \| \| \| 92m 59ch \| Broomhill \| Broomhill \| \| \| \| Grantown-on-Spey West \| \| \| \| \| Castle Grant Platform \| \| \| \| \| Dava \| \| \| \| \| Dunphail \| \| \| \| \| Rafford \| \| \| \| \| von/nach Aberdeen \| \| \| \| \| Forres \| \| \| \| \| Brodie aufgelassen 1965 \| \| \| \| \| Auldearn aufgelassen 1965 \| \| \| \| \| Nairn \| \| \| \| \| Gollanfield Junction aufgelassen 1965 \| \| \| \| \| Dalcross aufgelassen 1965 \| \| \| \| \| Castle Stuart Platform aufgelassen 1965 \| \| \| \| \| Allanfearn aufgelassen 1965[1] \| \| \| \| 90m 00ch \| Carrbridge \| Carrbridge \| \| \| \| Slochd Crossing \| \| \| \| \| Slochd Summit \| \| \| \| 98m 60 ch \| Tomatin \| Tomatin \| \| \| 102m 70ch \| Moy \| Moy \| \| \| \| Aultnaslanach Viaduct \| \| \| \| \| Daviot \| \| \| \| \| Culloden Viaduct \| \| \| \| 111m 30ch \| Culloden Moor \| Culloden Moor \| \| \| \| \| \| \| \| \| \| \| \| \| \| von/nach Thurso/Wick und Kyle of Lochalsh \| \| \| \| 118m 03ch \| Inverness \| Inverness \| |                                                                              |                                                 |                                                 |
| Strecke |                                                                              | aus Glasgow Queen Street und Edinburgh Waverley | aus Glasgow Queen Street und Edinburgh Waverley |
| Bahnhof | 151m 25ch                                                                    | Perth                                           | Perth                                           |
| Abzweig geradeaus und nach rechts |                                                                              | nach Dundee zur Tay Coast Line                  | nach Dundee zur Tay Coast Line                  |
| Abzweig geradeaus und ehemals nach links |                                                                              | nach Crieff                                     | nach Crieff                                     |
| ehemaliger Haltepunkt / Haltestelle |                                                                              | Luncarty                                        | Luncarty                                        |
| ehemaliger Bahnhof |                                                                              | Strathord                                       | Strathord                                       |
| Abzweig geradeaus und ehemals nach links |                                                                              | nach Bankfoot                                   | nach Bankfoot                                   |
| ehemaliger Bahnhof | 158m 34ch / 7m 07ch                                                          | Stanley Junction                                | Stanley Junction                                |
| Abzweig geradeaus und ehemals nach rechts |                                                                              | nach Forfar                                     | nach Forfar                                     |
| ehemaliger Bahnhof | 10m 15ch                                                                     | Murthly                                         | Murthly                                         |
| ehemaliger Dienststation / Betriebs- oder Güterbahnhof |                                                                              | Kingswood Crossing                              | Kingswood Crossing                              |
| ehemaliger Haltepunkt / Haltestelle |                                                                              | Rohallion                                       | Rohallion                                       |
| Bahnhof | 15m 31ch                                                                     | Dunkeld and Birnam                              | Dunkeld and Birnam                              |
| ehemaliger Dienststation / Betriebs- oder Güterbahnhof |                                                                              | Inchmagranachan Crossing                        | Inchmagranachan Crossing                        |
| ehemaliger Bahnhof | 20m                                                                          | Dalguise                                        | Dalguise                                        |
| Brücke über Wasserlauf |                                                                              | Dalguise Viaduct, Tay                           | Dalguise Viaduct, Tay                           |
| ehemaliger Haltepunkt / Haltestelle | 21m 29ch                                                                     | Guay                                            | Guay                                            |
| ehemaliger Bahnhof |                                                                              | Ballinluig                                      | Ballinluig                                      |
| Abzweig geradeaus und ehemals nach links |                                                                              | nach Aberfeldy                                  | nach Aberfeldy                                  |
| ehemaliger Dienststation / Betriebs- oder Güterbahnhof |                                                                              | Moulinearn Crossing                             | Moulinearn Crossing                             |
| Bahnhof | 28m 21ch                                                                     | Pitlochry                                       | Pitlochry                                       |
| ehemaliger Bahnhof |                                                                              | Killiecrankie                                   | Killiecrankie                                   |
| Bahnhof | 35m 09ch                                                                     | Blair Atholl                                    | Blair Atholl                                    |
| ehemaliger Haltepunkt / Haltestelle |                                                                              | Black Island Platform                           | Black Island Platform                           |
| ehemaliger Haltepunkt / Haltestelle |                                                                              | Struan                                          | Struan                                          |
| ehemaliger Bahnhof |                                                                              | Dalnaspidal                                     | Dalnaspidal                                     |
| Kulminations-/Scheitelpunkt |                                                                              | Druimuachdar Summit (452 m)                     | Druimuachdar Summit (452 m)                     |
| Haltepunkt / Haltestelle | 58m 53ch                                                                     | Dalwhinnie                                      | Dalwhinnie                                      |
| ehemaliger Dienststation / Betriebs- oder Güterbahnhof |                                                                              | Inchlea Crossing                                | Inchlea Crossing                                |
| ehemaliger Dienststation / Betriebs- oder Güterbahnhof |                                                                              | Etteridge Crossing                              | Etteridge Crossing                              |
| Haltepunkt / Haltestelle | 68m 62ch                                                                     | Newtonmore                                      | Newtonmore                                      |
| Bahnhof | 71m 43ch                                                                     | Kingussie                                       | Kingussie                                       |
| Dienststation / Betriebs- oder Güterbahnhof | 77m 23ch                                                                     | Kincraig                                        | Kincraig                                        |
| ehemaliger Dienststation / Betriebs- oder Güterbahnhof |                                                                              | Dalraddy Crossing                               | Dalraddy Crossing                               |
| Bahnhof | 83m 51ch                                                                     | Aviemore                                        | Aviemore                                        |
| Strecke von links · Abzweig geradeaus und nach rechts |                                                                              | Strathspey Railway                              | Strathspey Railway                              |
| Dienststation / Betriebs- oder Güterbahnhof · Strecke |                                                                              | Aviemore Speyside                               | Aviemore Speyside                               |
| Bahnhof · Strecke | 88m 40ch                                                                     | Boat of Garten                                  | Boat of Garten                                  |
| Abzweig geradeaus und ehemals nach rechts · Strecke |                                                                              | nach Dufftown                                   | nach Dufftown                                   |
| Kopfbahnhof Strecke ab hier außer Betrieb · Strecke | 92m 59ch                                                                     | Broomhill                                       | Broomhill                                       |
| Haltepunkt / Haltestelle (Strecke außer Betrieb) · Strecke |                                                                              | Grantown-on-Spey West                           | Grantown-on-Spey West                           |
| Haltepunkt / Haltestelle (Strecke außer Betrieb) · Strecke |                                                                              | Castle Grant Platform                           | Castle Grant Platform                           |
| Haltepunkt / Haltestelle (Strecke außer Betrieb) · Strecke |                                                                              | Dava                                            | Dava                                            |
| Haltepunkt / Haltestelle (Strecke außer Betrieb) · Strecke |                                                                              | Dunphail                                        | Dunphail                                        |
| Haltepunkt / Haltestelle (Strecke außer Betrieb) · Strecke |                                                                              | Rafford                                         | Rafford                                         |
| Abzweig ehemals geradeaus, ehemals nach rechts und von rechts · Strecke |                                                                              | von/nach Aberdeen                               | von/nach Aberdeen                               |
| Bahnhof · Strecke |                                                                              | Forres                                          | Forres                                          |
| ehemaliger Haltepunkt / Haltestelle · Strecke |                                                                              | Brodie aufgelassen 1965                         | Brodie aufgelassen 1965                         |
| ehemaliger Haltepunkt / Haltestelle · Strecke |                                                                              | Auldearn aufgelassen 1965                       | Auldearn aufgelassen 1965                       |
| Bahnhof · Strecke |                                                                              | Nairn                                           | Nairn                                           |
| ehemaliger Haltepunkt / Haltestelle · Strecke |                                                                              | Gollanfield Junction aufgelassen 1965           | Gollanfield Junction aufgelassen 1965           |
| ehemaliger Haltepunkt / Haltestelle · Strecke |                                                                              | Dalcross aufgelassen 1965                       | Dalcross aufgelassen 1965                       |
| ehemaliger Haltepunkt / Haltestelle · Strecke |                                                                              | Castle Stuart Platform aufgelassen 1965         | Castle Stuart Platform aufgelassen 1965         |
| ehemaliger Haltepunkt / Haltestelle · Strecke |                                                                              | Allanfearn aufgelassen 1965                     | Allanfearn aufgelassen 1965                     |
| Strecke · Bahnhof | 90m 00ch                                                                     | Carrbridge                                      | Carrbridge                                      |
| Strecke · ehemaliger Dienststation / Betriebs- oder Güterbahnhof |                                                                              | Slochd Crossing                                 | Slochd Crossing                                 |
| Strecke · Kulminations-/Scheitelpunkt |                                                                              | Slochd Summit                                   | Slochd Summit                                   |
| Strecke · Dienststation / Betriebs- oder Güterbahnhof | 98m 60 ch                                                                    | Tomatin                                         | Tomatin                                         |
| Strecke · Dienststation / Betriebs- oder Güterbahnhof | 102m 70ch                                                                    | Moy                                             | Moy                                             |
| Strecke · Brücke über Wasserlauf |                                                                              | Aultnaslanach Viaduct                           | Aultnaslanach Viaduct                           |
| Strecke · ehemaliger Bahnhof |                                                                              | Daviot                                          | Daviot                                          |
| Strecke · Brücke über Wasserlauf |                                                                              | Culloden Viaduct                                | Culloden Viaduct                                |
| Strecke · Dienststation / Betriebs- oder Güterbahnhof | 111m 30ch                                                                    | Culloden Moor                                   | Culloden Moor                                   |
| Strecke nach links · Kreuzung geradeaus oben · Strecke von rechts |                                                                              |                                                 |                                                 |
| Abzweig geradeaus und von links · Strecke nach rechts |                                                                              |                                                 |                                                 |
| Abzweig geradeaus, nach rechts und von rechts |                                                                              | von/nach Thurso/Wick und Kyle of Lochalsh       | von/nach Thurso/Wick und Kyle of Lochalsh       |
| Kopfbahnhof Streckenende | 118m 03ch                                                                    | Inverness                                       | Inverness                                       |

Die Highland Main Line (HML) ist eine meist eingleisige, nicht elektrifizierte Bahnlinie in Schottland. Sie führt von Perth nach Inverness und ist somit Teil der knapp dreieinhalbstündigen Fernverkehrsverbindung von Glasgow bzw. Edinburgh in die Highlands. Die Linie erstreckt sich über eine Länge von 190 Kilometern und ist abgesehen von der Passstrecke über den Drumochter Pass und kurze Abschnitte südlich von Inverness bzw. nördlich von Perth eingleisig. Während die Verwaltung der Infrastruktur der Network Rail obliegt, wird der planmäßige Personenverkehr von ScotRail und LNER durchgeführt. LNER bietet mit dem Highland Chieftain täglich ein durchgehendes Zugpaar zwischen Inverness und London an, alle anderen Verbindungen, einschließlich des Nachtzugs Caledonian Sleeper werden von ScotRail, dem staatlichen schottischen Bahnunternehmen, betrieben. Mittel- bis langfristig wird über eine Elektrifizierung der Strecke nachgedacht.

## Geschichte und Beschreibung

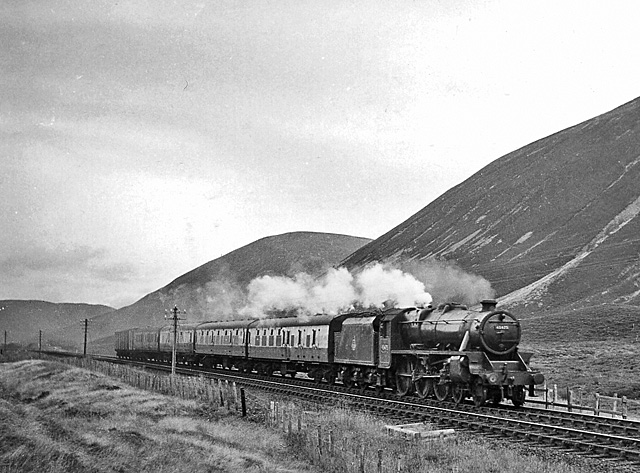
Ein mit einer „Black Five“ bespannter Personenzug nach Inverness nahe der Passhöhe Drumochter Summit, 1957

Bauherrin für den größten Teil der Strecke war die Highland Railway, nur ein kleines Teilstück im Umland von Perth wurde von der Scottish Midland Junction Railway erstellt, die zusammen mit der Aberdeen Railway 1856 zur Scottish North Eastern Railway zusammengeschlossen wurde. Die bisherige Strecke zwischen Inverness und Perth führte via Forres und danach auf der Strecke Aberdeen–Inverness via Nairn, die Züge von/nach Perth verkehren jedoch seit 1898 auf einer direkteren Verbindung via Carrbridge. 1914 stürzte am 18. Juni bei Carrbridge infolge eines durch Regenfälle ausgelösten Hochwassers die hölzerne Brücke über den Baddengorm Burn ein. Ein Personenzug stürzte in die Fluten, fünf Menschen kamen dabei ums Leben.
Auf dem Drumochter-Pass (Pass of Drumochter) quert die Strecke die Grenze zwischen den nördlichen und den südlichen Highlands. Die Passhöhe Drumochter Summit ist mit 452 Meter die höchste Stelle im normalspurigen britischen Eisenbahnnetz. Der Fluss Nairn wird nahe Inverness auf dem 549 Meter langen Culloden Viaduct überquert.
Die Verbindung Aviemore–Forres ist nur noch bis Broomhill, einem Bahnhof an der Broomhill Bridge in der Nähe von Nethy Bridge, in Betrieb. Sie wird als Museumsbahn durch die Strathspey Railway betrieben. In den 1960er Jahren fiel dieser Abschnitt der alten Highland Main Line der Beeching-Axt zum Opfer, ebenso alle Nebenstrecken.

## Betrieb
ScotRail
ScotRail befährt die gesamte Strecke durchgehend im Zweistundentakt von Inverness nach Perth, anschließend werden diese Züge entweder via Stirling zum Bahnhof Glasgow Queen Street oder via Kirkcaldy zu den Bahnhöfen Edinburgh Haymarket und Edinburgh Waverley durchgebunden. Bis Ende März 2015 gehörte das ScotRail-Franchise zur FirstGroup, nach der Neuvergabe übernahm am 1. April 2015 Abellio ScotRail den Betrieb. Am 1. April 2022 übernahm die schottische Regierung mit Scottish Rail Holdings den Betrieb des ScotRail-Franchises in eigene Regie, nachdem der Vertrag von Abellio ausgelaufen war. Die Marke ScotRail wurde wie bei den vorigen Betreiberwechseln beibehalten. 
Seit 2023 betreibt Caledonian Sleeper Limited, eine Tochtergesellschaft von Scottish Rail Holdings, auch den jede Nacht außer samstags den von Inverness nach London Euston verkehrenden Nachtzug Caledonian Sleeper. Die Route führt von Inverness über Perth und Stirling nach Edinburgh Waverley, wo der Zug Kopf macht und mit den anderen beiden Caledonian Sleeper-Teilzügen aus Aberdeen und Fort William (via West Highland Line) vereinigt wird und auf der Weiterfahrt über die West Coast Main Line nach London den längsten mit konventionellem Zugsmaterial geführten Zug bilden. 
London North Eastern Railway
LNER führt täglich ein Zugpaar mit Azuma als Highland Chieftain von Inverness via Perth, Stirling, Edinburgh und die East Coast Main Line nach London Kings Cross. Die Gesamtfahrzeit dauert rund 8 Stunden.

## Probleme
Die Highland Main Line ist überwiegend eingleisig, lediglich die Strecke zwischen Blair Atholl und Dalwhinnie über den Drumochter-Pass sowie jeweils einige Kilometer nördlich von Perth und südlich von Inverness sind zweigleisig ausgebaut. Dementsprechend müssen sich die Züge auf den zweigleisigen Abschnitten oder in den wenigen Kreuzungsbahnhöfen begegnen. Hinzu kommen im Winter vor allem im Bereich der Passstrecke immer wieder Behinderungen durch Schneeverwehungen, was zu Zugausfällen oder zumindest starken Verspätungen führt.

## Galerie

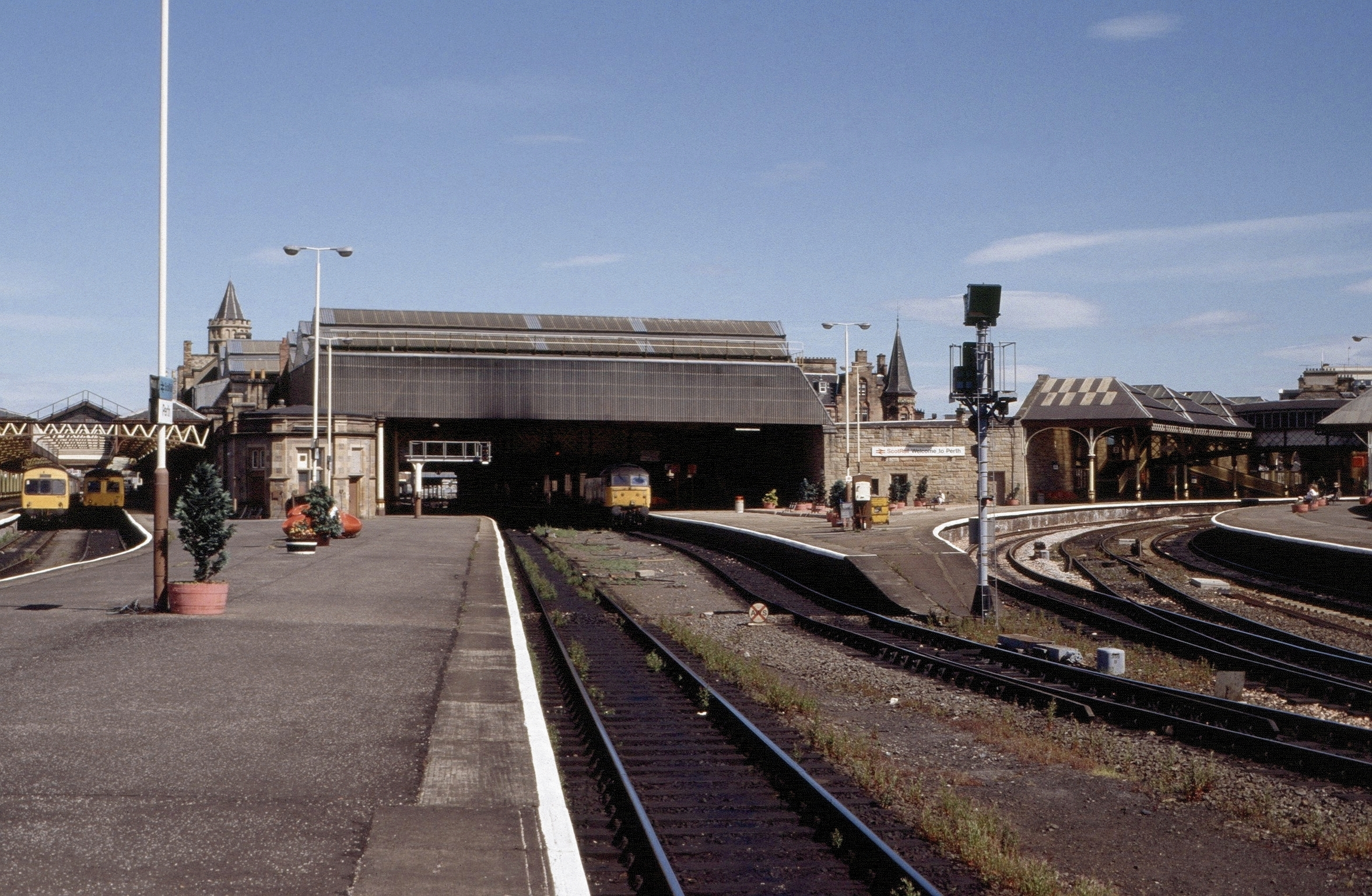
Bahnhof Perth von Süden, rechts die Strecke nach Dundee, 1989
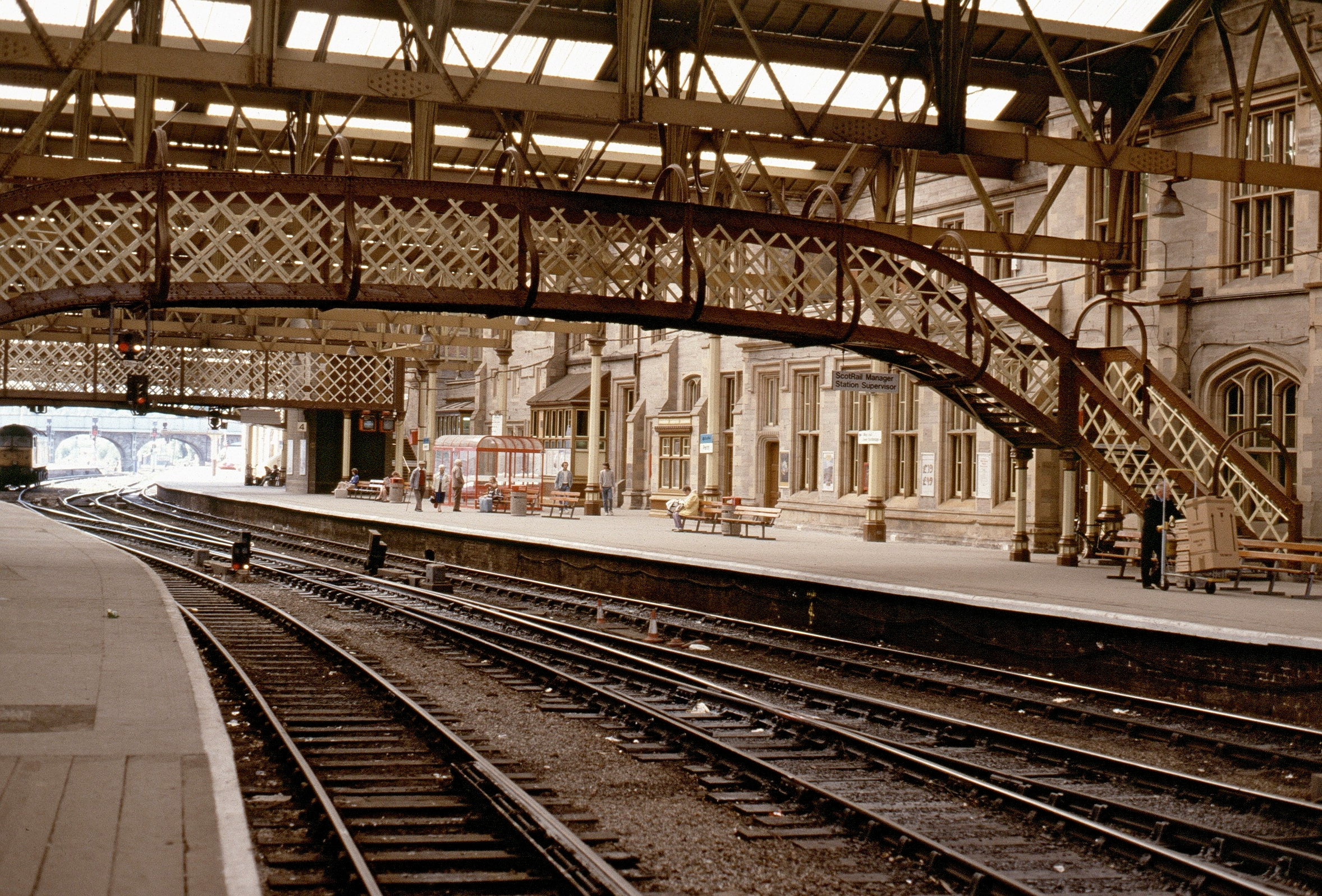
Bahnhofshalle in Perth
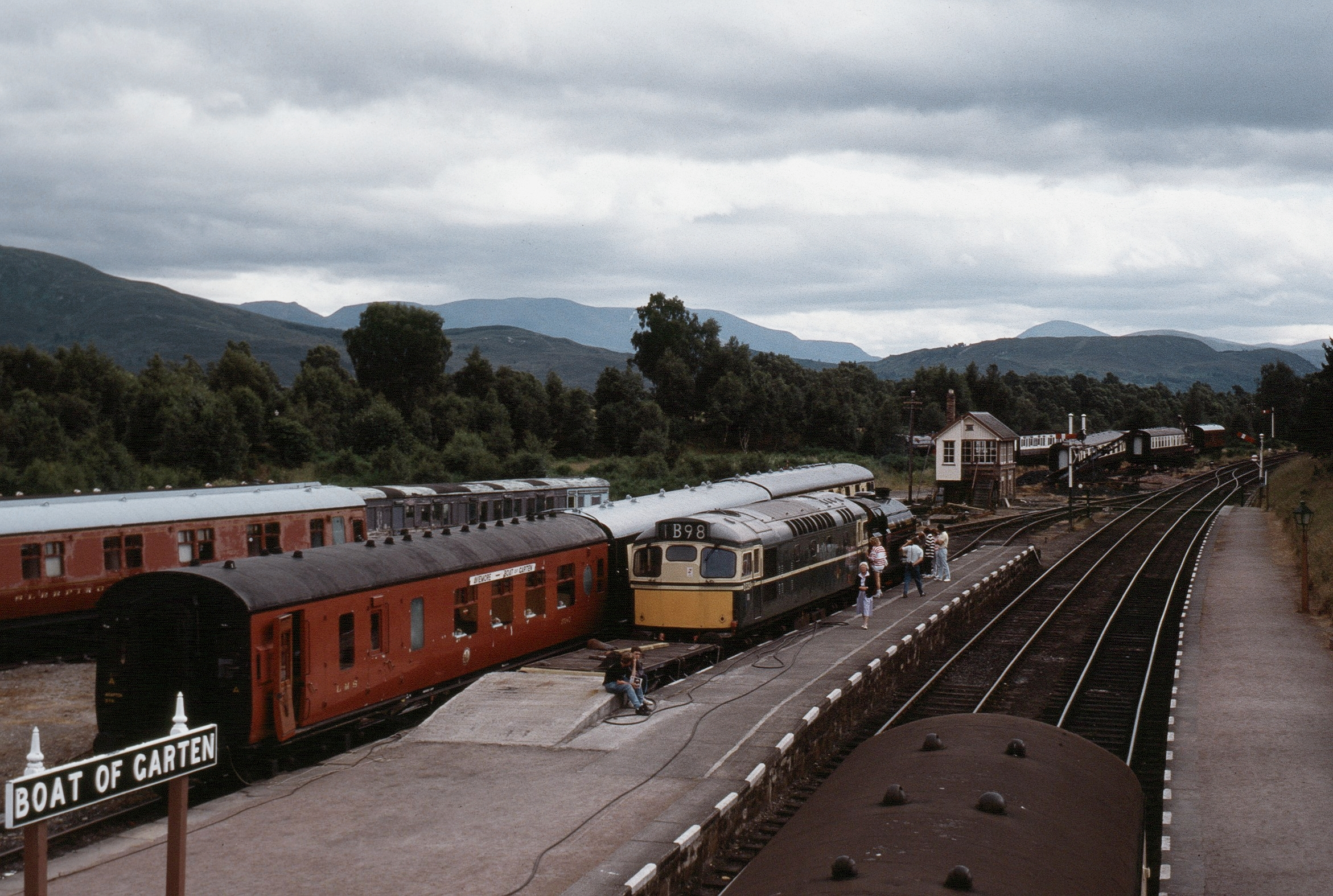
Bahnhof Boat of Garten mit Museumsfahrzeugen, 1989